# Мануфактур-советник
Мануфакту́р-сове́тник — почётное звание, дававшееся владельцам крупных промышленных предприятий и купцам Российской империи.
Звание было учреждено манифестом Александра I от 1 ноября 1810 года (§ 11 — § 14), через 10 лет после учреждения звания коммерции советника (в Энциклопедическом словаре Брокгауза и Ефрона ошибочно указано, что эти звания были установлены одновременно). Первоначально это звание присваивалось только фабрикантам, поставляющим сукно по казённым заказам, впоследствии возможность его присвоения не зависела от специализации промышленника. По причинам бюрократического характера звание не вошло в Свод законов Российской империи, изданный в 1857 году, но в 1860 году было восстановлено указом Александра II.
Лица, имеющие звание мануфактур-советника, обладали всеми правами и преимуществами, предоставленными коммерции советникам. Звание соответствовало VIII классу статской службы.
Потомственное почётное гражданство даровалось мануфактур-советникам с 1832 года, а их вдовам и детям — с 1836 года. Сыновья мануфактур-советников с 1854 года имели право поступать на государственную службу.
Это звание имели многие известные предприниматели Российской империи, в частности: А. В. Алексеев, Н. А. Балин, Д. В. Брюзгин, Г. Э. Вейнштейн, С. П. Глезмер, И. Ф. Гучков, П. Н. Дербенёв, Р. Р. Кёллер, Е. Е. Классен, И. М. Кондрашов, Г. М. Марк, И. А. Морозов, С. Т. Морозов, К. Я. Паль, С. А. Протопопов, К. В. Прохоров, Н. И. Прохоров, С. И. Прохоров, Т. В. Прохоров, Ф. К. Сан-Галли, А. Г. Сапожников, М. Г. Солдатенков, А. В. Третьяков, Д. П. Хлебников, А. И. Хлудов, Г. И. Хлудов, К. А. Ясюнинский.